# Sёstry
Sёstry (Сёстры) è un film del 2001 diretto da Sergej Sergeevič Bodrov.

## Trama
Ilm parla di ragazze di nome Dina e Sveta, che non si amano. All'improvviso, il padre di Dina si libera e nasconde le ragazze ai banditi. Guardando la crudeltà del mondo che le circonda, le ragazze diventano vere sorelle.